# Salvatore Pincherle
Salvatore Pincherle (Trieste, 11 de março de 1853 – Bolonha, 10 de julho de 1936) foi um matemático italiano que atuou no campo de análise funcional, frequentou a Universidade de Palermo, recebendo prêmios como da Real Sociedade de Edinburgh - Escócia.

## Biografia
Sua contribuição foi tão grande nesse campo que muitos autores o consideram fundador da análise funcional. Fundou a Unione Matematica Italiana, União Italiana de Matemáticos.
De origem judaica, passou a infância em Marselha, França. Após completar a sua escolaridade básica  a deixou em 1869, para estudar matemática na Universidade de Pisa, formou-se em 1874, lecionou em uma escola em Pavia até receber bolsa em 1877.
Em seguida foi estudar na Universidade de Berlim, uniu-se à Karl Weierstrass, que o ajudou a desenvolver a teoria de funções analíticas em todos os seus aspectos.
Em 1880, influenciado por Weierstrass, desenvolveu demais itens da análise funcional em conjunto com Vito Volterra e Pierre-Simon Laplace.
De 1880 a 1928 foi professor de matemática na Universidade de Bolonha. Em 1901, junto com  Ugo Amaldi, publicou seu principal livro científico, Le Operazioni Distributive e loro Applicazioni all'Analisi em italiano.
Em Bolonha, em 1922, ocupou cargo na União Italiana de Matemática, tornando-se seu primeiro presidente, cargo este que ocupou até 1936. Em 1924 participou do Congresso Internacional de Matemáticos em Toronto, Canadá. Quatro anos mais tarde tornou-se novamente Presidente do 3º Congresso Internacional de matemática, desempenhou papel significativo na readmissão de matemáticos alemães após uma proibição imposta por causa da Primeira Guerra Mundial.

## Livros
- Della trasformazione di Laplace e di alcune sue applicazioni, Bologna, 1887.
- Algebra complementare parte 1: analisi algebrica (Milano: U. Hoepli, 1893)
- Algebra complementare parte 2: teoria delle equazioni  (Milano: U. Hoepli, 1893)
- Lezioni sulla teoria delle funzioni, dettate nella R. Università di Bologna, raccolte da Eugenio Maccaferri, Bologna, 1893.
- Algebra elementare (Milano: U. Hoepli, 1894)
- Geometria metrica e trigonometria (Milano: U. Hoepli, 1895)
- Geometria pura elementare (Milano: U. Hoepli, 1895)
- Lezioni sulla teoria delle funzioni analitiche, tenute nella R. Università di Bologna, raccolte a cura di Amerigo Bottari, Bologna, Litografia Sauer e Barigazzi, 1899.
- Le operazioni distributive e le loro applicazioni all'analisi con Ugo Amaldi (Bologna: N. Zanichelli, 1901)
- Il calcolo delle probabilità e l'intuizione, Scientia: rivista internazionale di sintesi scientifica, 19, 1916, pp. 417-426
- Lezioni di calcolo infinitesimale, dettate nella R. Università di Bologna, Bologna, Nicola Zanichelli Editore, 1915-19.
- Gli elementi della teoria delle funzioni analitiche, Bologna, Nicola Zanichelli Editore, 1922.
- Lezioni di calcolo infinitesimale, 2 voll., Bologna, Nicola Zanichelli Editore, 1926-27.